# Tanusia undulata
Tanusia undulata är en insektsart som beskrevs av Brunner von Wattenwyl 1895. Tanusia undulata ingår i släktet Tanusia och familjen vårtbitare. Inga underarter finns listade i Catalogue of Life.